# Gavazn
Gavazn (arab. گوزن, internationaler englischsprachiger Titel Deer für „Hirsch“) ist ein Kurzfilm von Hadi Babaeifar, der im Februar 2022 bei der Berlinale seine Premiere feierte.

## Handlung

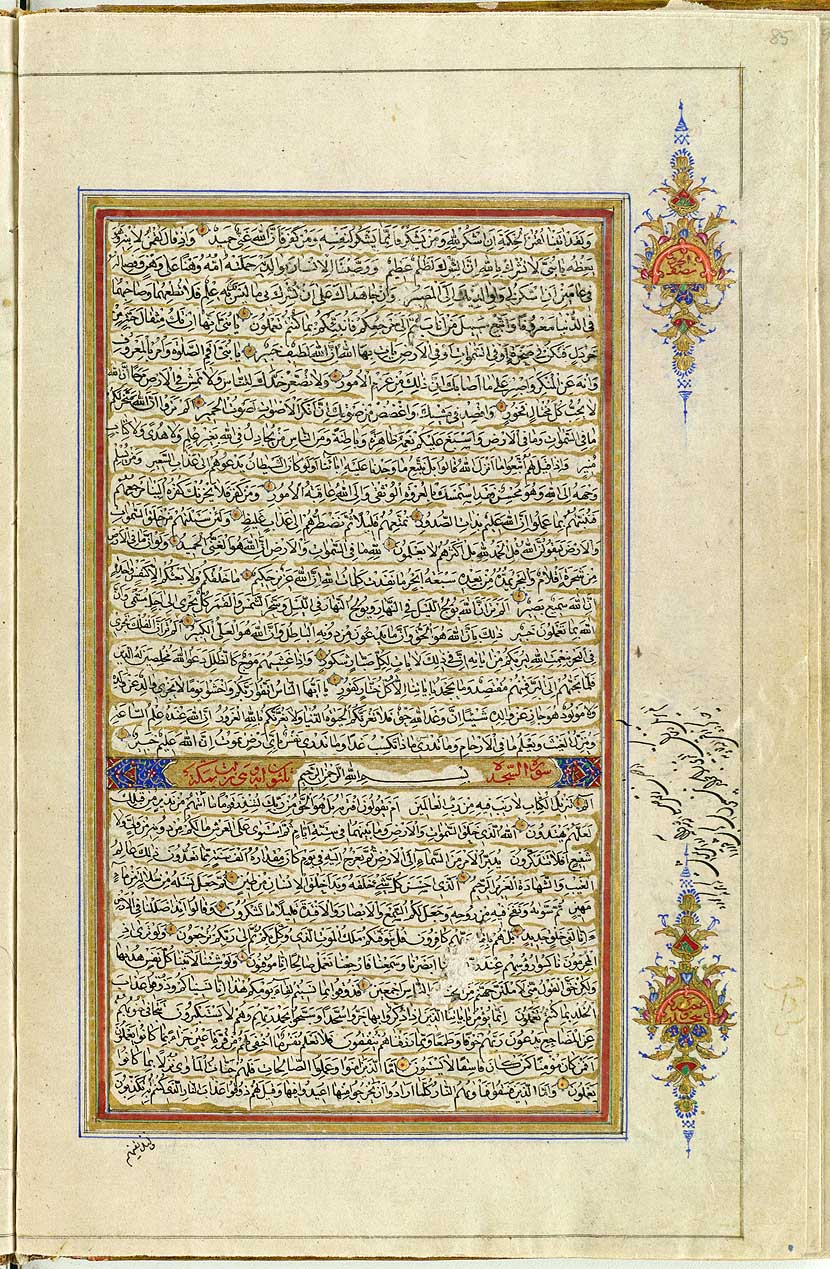
Von dem alten Hirten hört Ehsan die Geschichte von Azrael, der in der 32. Sure des Koran vorkommt

In einem abgelegenen Dorf im Iran. Der jüngere Bruder von Ehsan ist krank. Daher begeben sich seine Eltern mit ihm in die Stadt, wo man ihm jedoch nicht helfen kann. Wieder zurück im Dorf wird der Gesundheitszustand seines Bruders immer kritischer.
Als Ehsan auf den Markt geschickt wird, um Salz zur Behandlung seines Bruders zu besorgen, belauscht er ein Gespräch. Ein Jäger erzählt, er habe im Wald einen Hirsch gesehen, obwohl diese hier eigentlich nicht leben. Zurück im Dorf übergibt Ehsan das Salz dem Dorfarzt, der damit versucht, seinen Bruder zu kurieren, indem er es auf seinem Bauch verreibt.
Am nächsten Tag geht Ehsan zum Stall und hört von einem alten Hirten die Geschichte von dem Todesengel Azreal, der in jeder Gestalt erscheinen kann, sogar in der eines Hirsches. Es ist Winter, und als der Zustand seines Bruders sich noch weiter verschlechtern, wird Ehsan bei Verwandten untergebracht. Als er nachts wach wird und aus dem Fenster schaut, sieht er einen Hirsch. Er steht auf, läuft zurück nach Hause, versperrt von außen die Tür und bewacht so seinen Bruder mit einem Beil bewaffnet bis zum Morgen.
Im Frühjahr sind Ehsan und sein genesener Bruder mit dem Vater auf dem Feld, wo er nun auch seinem jüngeren Sohn das Holzhacken lehren kann.

## Produktion
Regie führte Hadi Babaeifar, der auch das Drehbuch schrieb. Gavazn stellt seine erste Regiearbeit dar. Bereits während seiner Zeit am Karnameh Institute of Arts and Culture in Teheran war der hier geborene Babaeifar als Kameramann tätig. Im Alter von 32 Jahren begann er ein Filmstudium an der Universität von Teheran und machte dort 2018 seinen Bachelorabschluss. 
Azrael, von dem der alte Hirte erzählt, ist in der islamischen Tradition einer der vier großen Engel und wird in der 32. Sure des Koran explizit als Engel des Todes erwähnt. Es heißt zudem, dass der Engel Azrael die Namen der Neugeborenen aufschreibt und die der Verstorbenen wieder durchstreicht.
Die Aufnahmen entstanden in Teheran. Als Kameramann fungierte Amirhossein Khoshbin.
Die Premiere erfolgte am 15. Februar 2022 bei den Internationalen Filmfestspielen in Berlin, wo der Film in der Sektion Generation gezeigt wurde. Ende Februar, Anfang März 2023 wird er beim Dublin International Film Festival gezeigt.

## Auszeichnungen
Internationale Filmfestspiele Berlin 2022
- Nominierung als Bester Kurzfilm in der Sektion Generation Kplus
- Auszeichnung mit dem Spezialpreis der Internationalen Jury der Sektion Generation Kplus[5][6]